# Leg curl
Pour les articles homonymes, voir Curl.

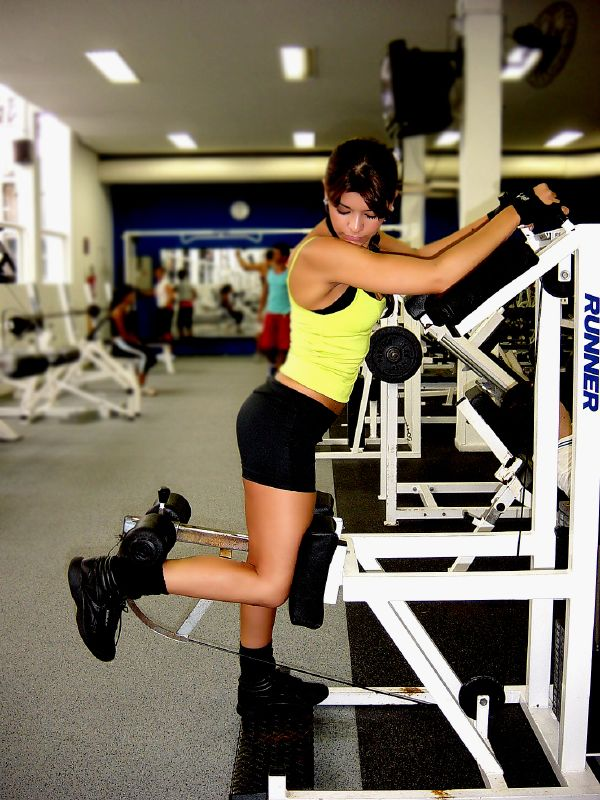
Exercice de
leg curl debout.

Le leg curl ou la flexion des jambes est une activité de musculation des membres inférieurs qui consiste à soulever une charge par flexion de la jambe par l'action des ischio-jambiers